# Relațiile dintre România și Serbia
Relațiile româno-sârbe se referă la relațiile bilaterale dintre statele România și vecina ei, Serbia. România și Serbia au stabilit relații diplomatice la 14/26 aprilie 1879, la nivel de legație. La 1 ianuarie 1939 legațiile au fost ridicate la rang de ambasadă. Relațiile diplomatice bilaterale au fost întrerupte la 13 mai 1941, fiind restabilite la 24 ianuarie 1945, la nivel de reprezentanță diplomatică și ridicate la nivel de ambasadă la 1 martie 1956. În 2009 s-au sărbătorit 130 de ani de relații diplomatice româno-sârbe.  România nu recunoaște independența Statului Kosovo care s-a separat de Serbia fără aprobarea acesteia.

## Începuturi
Mircea cel Bătrân a oferit sprijin militar Cnezatului Serbiei în timpul Bătăliei de la Kossovo Polje împotriva Imperiului Otoman, care a desființat Statul Sârb în urma acestei bătălii.
Revolta anilor 1804-1813 condusă de către Đorđe Petrović și revolta din anul 1815, a dus la înființarea Principatului Serbiei. Având o autonomie largă față de Imperiul Otoman, acesta este considerat precursorul Serbiei moderne.
Principele Miloš Obrenović s-a retras în Țara Românească după prima sa demisie, locuind la Herăști respectiv Miloșești. Nepotul său, regele Milan I al Serbiei, s-a născut la Mărășești.

## Primul Război Mondial
România a intrat în anul 1916 de partea Serbiei în Primul Război Mondial, dar la acel moment, Serbia era aproape integral ocupată de Puterile Centrale, iar armata ei lupta doar pe frontul de la Salonic în afara teritoriului țării. Divizia 1 Voluntari sârbă a luptat pe teritoriul României, în campania anului 1916, în cadrul Armatei de Dobrogea ruse, sub comanda generalului Andrei Zaioncikovski. În această campanie, divizia a fost comandată de colonelul Stevan Hadžić fiind inclusă în organica Corpului 47 Armată rus, alături de Divizia 61 Infanterie și Divizia 3 Cavalerie.:p. 181
În perioada septembrie-octombrie 1916, divizia a participat la acțiunile militare din Dobrogea, în luptele de la Bazargic, Ghelengic (Pecineaga) Cocargea (Pietreni), Mereni (Enghe Mahale), Miriștea (Edilchioi) și Topraisar. Pierderile umane au fost mari, totalizând 239 ofițeri și 8.727 soldați. :p.5. Unitățile sârbe au luptat cu ardoare, dovedind „un eroism legendar, începând cu luptele de la Bazargic, Topraisar, Amzacea, până în nordul Dobrogei“.:p.208 Pentru actele lor de bravură, 11 ofițeri sârbi, în frunte cu comandantul diviziei, colonelul Stevan Hadžić, alături de alți doi colonei, doi locotenenți-colonei, trei maiori, un căpitan și doi sublocotenenți, au primit cel mai înalt ordin militar românesc, Ordinul Militar de Război „Mihai Viteazul”.
„Formată din oameni care-și pierduseră aproape tot: patrie, familie, casă, dominată de un patriotism fanatic ce nu era egalat poate decât de ura împotriva dușmanului perfid și sălbatec, ei vor constitui elementul de elită al ajutorului rusesc.”:p. 445 
_______ Constantin Kirițescu, Divizia sârbă
Colonelul Stevan Hadžić a comandat divizia până în martie 1917, când a fost numit atașat militar în România, comanda diviziei fiind preluată de colonelul Dragutin Milutinović.:p. 349
În memoria eroilor diviziei a fost ridicată o piramidă-osuar, pe o colină din cimitirul ortodox din Medgidia, cunoscută sub numele de „Monumentul Eroilor Sârbi”, care este situată într-o parte a unui cimitir din Medgidia. Monumentul adăpostește osemintele a 224 de militari sârbi, căzuți în luptele din Dobrogea, fiind inaugurat în mod solemn la 7 septembrie 1926 de către regele Ferdinand I al României și regele Alexandru Karagheorghevici al Regatului Sârbilor, Croaților și Slovenilor.
După ieșirea Rusiei din război, România a rămas și ea înconjurată de țările inamice și a semnat Tratatul de la București (1918) prin care a ieșit din războiul contra Puterilor Centrale. În noiembrie 1918 armata sârbă a reocupat teritoriul țării, preluând și întregul Banat. Delimitarea frontierei româno-sârbe în Banat s-a făcut în prima jumătate a anului 1919. O comisie militară condusă de generalul francez De Tournadre, asistat de ofițeri români și sârbi, a organizat evacuarea teritoriului rămas României la 27 iulie 1919, armata română intrând în Timișoara la 3 august.

## Perioada Iugoslaviei
În urma Primului Război Mondial, Serbia s-a unit cu Muntenegru și alte teritorii locuite de slavi din fostul Imperiu Austro-Ungar, formând Iugoslavia, numită inițial Regatul Sârbilor, Croaților și Slovenilor. Între 1920-1921 s-a format Mica Antantă, o alianță între România, Iugoslavia și Cehoslovacia cu scopul de a preveni revizionismul maghiar și pentru a împiedica întoarcerea Casei de Habsburg la putere. Aceasta s-a destrămat în 1938, din cauza presiunilor teritoriale germane asupra Cehoslovaciei.
Frontiera stabilită în 1919 a fost modificată prin acordul între România și Iugoslavia în 1924, pentru a respecta doleanțele unor comunități din localitățile din apropierea frontierei.
În 1937 Iugoslavia semnează un tratat de „veșnică prietenie” cu Bulgaria, acest act fiind privit ca un act meschin în România din cauza revizionismului bulgar care viza, printre altele, anexarea unor teritorii din Dobrogea românească. 
România a aderat la Axă și s-a oferit ca platformă de lansare a unor atacuri împotriva Iugoslaviei, dar Ion Antonescu a precizat că România nu are pretenții teritoriale asupra Iugoslaviei. În urma cedării unor teritorii iugoslave către Ungaria și Bulgaria, Ion Antonescu a spus că după ce au avut loc acestea, situația s-a schimbat și a cerut unirea Timocului cu România, dar cererea sa a fost zadarnică.
În 1944 România face pace cu Aliații și se întoarce împotriva Puterilor Axei. După sfârșitul războiului, și România și Iugoslavia au devenit țări socialiste.
În urma rupturii dintre Tito și Stalin, România va desfășura o campanie de propagandă anti-iugoslavă din cauza îndepărtării politicii iugoslave de Uniunea Sovietică. În orașe puteai vedea poze cu cocoși ce-l reprezentau pe Tito sau capul lui la cap de coasă. Mai mulți sârbi din Banat au fost deportați în Bărăgan fără nicio vină. Mai târziu, după ce România va urma o politică asemănătoare, relațiile dintre cele două țări se vor îmbunătății.
În 1999, România, sub președintele Emil Constantinescu, a acordat NATO accesul nerestrictiv în spațiul aerian al României pentru desfășurarea Operațiunii Forțelor Aliate, în cadrul căreia au fost bombardate ținte strategice din Republica Federală Iugoslavia.